# 64-es főút (Magyarország)
A 64-es számú főút a Tolna vármegyei Simontornyát köti össze a Fejér vármegye délnyugati részén fekvő Enyinggel, a 61-es főutat a 7-es főúttal. Simontornyán a 6317-es út folytatásaként indul, a 7-es főúti csomópontjából pedig a 7116-os út ágazik ki az egyenes folytatásaként.
Teljes hossza mintegy 37 kilométer, ezalatt az alábbi településeken halad át: Simontornya, Igar, Mezőszilas, Dég, Mátyásdomb és Enying. Egy szakaszon Lajoskomárom közigazgatási területét is érinti, de annak központját több kilométerrel elkerülve húzódik.

## Nyomvonala
A 61-es főútból ágazik ki, annak 32. kilométere közelében, Simontornya központjában, észak-északnyugat felé. A mintegy 42 kilométer megtételén túl levő 6317-es út egyenes folytatásaként indul, Dr. Kovács Nándor utca néven. Kevesebb, mint 100 méter után keresztezi a MÁV 40-es számú Pusztaszabolcs–Pécs-vasútvonalát, Simontornya vasútállomás északkeleti szélénél, majd 400 méter után nyugatabbnak fordul és az Igari út nevet veszi fel. Egy kilométer után kilép a kisváros házai közül, 1,5 kilométer után pedig kiágazik belőle nyugat felé a 6407-es út, Ozora–Nagyszokoly–Iregszemcse irányában, amely mellékút Fürged-Nagyszokoly között nagyrészt burkolatlan földút.
2,3 kilométer után lép át Tolnából Fejér vármegyébe, először Igar határát lépi át, majd nem sokkal arrébb keresztezi a Bozót-patak folyását is, és kicsivel arrébb már be is ér a település lakott területére. A községnek a főút az egyetlen közúti megközelítési útvonala. Ott előbb Szabadság utca, majd Fő út néven húzódik, majd 4,4 kilométer után kilép a település házai közül. 5,4 kilométer megtétele után lép át a következő település, Mezőszilas területére, a község lakott területeit 7,3 kilométer után éri el, ahol a Petőfi utca nevet veszi fel. Nem sokkal a tizedik kilométere előtt, a község északi részében beletorkollik kelet felől a 6306-os út, Sárbogárd-Sárszentmiklós irányából, bő 13 kilométer megtétele után. Miután 10,4 kilométernél kiér a falu házai közül, az addigi jobbára északi irányát éles iránytöréssel nyugatira, majd 12. kilométere környékén fokozatosan északnyugatira cseréli.
13,5 kilométer után érkezik meg az út a következő település, Dég területére, melynek lakott területeit épp csak súrolja, a központba a 63 109-es út vezet [vagy a 6304-es út, az útszámozás a kira.gov.hu alapján, 2019 novemberi állapot szerint nem egyértelmű, a 6304-es számozás az innen 13 kilométerre található Kálozig tart], amely 15,3 kilométer után ágazik ki a főútból, északkelet felé. 16,7 kilométer után újabb elágazáshoz érkezik az út, itt a 6402-es út ágazik ki belőle délnyugat felé, Lajoskomárom, Mezőkomárom Szabadhídvég, illetve a Somogy vármegyei Nagyberény és Som irányába. Ezen a szakaszon szinte pontosan északnyugat felé halad.
20,2 kilométer után Dég, Lajoskomárom és Mátyásdomb hármashatárához érkezik a főút, innentől majdnem pontosan négy kilométeren át e két utóbbi község határvonalát kíséri. 23. kilométere előtt röviddel pontosan nyugat felé fordul, ezt az irányt körülbelül 600 méteren át követi, majd ismét északnyugat felé halad, bár inkább nyugati, semmint északi irányba tart, ezt az irányt teljesen egyenesen követi Enying központjáig. 24,2 kilométer után újabb hármashatárhoz érkezik, innentől Enying és Mátyásdomb határvonalát követi. A 25. kilométere után lép csak teljesen enyingi területre, ugyanott ágazik ki belőle északkelet felé a 6301-es út, Mátyásdomb központja, Kisláng és Polgárdi felé. 28. és 29. kilométere között kiágazik kelet felé egy nem országos közútnak minősülő, elég keskeny út a közigazgatásilag még Mátyásdombhoz tartozó Ágostonpuszta felé.
A 29. kilométere táján érkezik az út Enying belterületére, 30,1 kilométer után keresztezi az egykori Dombóvár–Lepsény-vasútvonal nyomvonalát, és onnantól már lakott területen halad, Rákóczi utca néven. 30,3 kilométer után ágazik ki belőle a megszűnt Enying vasútállomásra vezető 63 305-ös út kelet felé, majd a 31,200-as kilométerszelvénye táján a 6404-es út, Lajoskomárom felé. Ezután egy viszonylag éles iránytörést követően újra jobbára északi irányba halad. A belvárosban az út egy szakaszon a Hősök tere, majd a Kossuth Lajos utca nevet veszi fel, 31,8 kilométer után pedig kiágazik belőle nyugat felé a 6401-es út Siófok felé, amely a városhatártól Balatonszabadi széléig burkolatlan földút, így közlekedési tábla sem jelzi a siófoki irányt. A város északi felében egy szakaszon Vár utca, majd Dózsa György utca a neve, így lép ki Enying belterületéről, a 34. kilométere táján.
Szinte észrevétlenül ér át a városhoz csatolt Balatonbozsokra (nagyon rövid külterületi szakasz után), hiszen a két település mára majdnem teljesen összeépült; a neve itt Fő utca. 35 kilométerénél, Balatonbozsok özpontjában egy alig 200 méteres szakaszon újra nyugat felé halad, majd északnyugati, illetve északibb irányt vesz. 36 kilométer megtétele után hagyja el Balatonbozsok házait, és Enying közigazgatási területének legészakibb peremén beletorkollik a 7-es főút 98-as kilométerénél lévő körforgalomba, ahol véget is ér. Egyenes folytatása a 7116-os út, amely a 71-es főúttal kapcsolja össze (ez már a Veszprém vármegyei Balatonfőkajár külterületén halad).
Teljes hossza, az országos közutak térképes nyilvántartását szolgáló kira.gov.hu adatbázisa szerint 37,524 kilométer.

## Története
1934-ben a kereskedelem- és közlekedésügyi miniszter 70 846/1934. számú rendelete a teljes mai hosszában harmadrendű főúttá nyilvánította, 621-es útszámozással. [A 64-es útszámot akkor a Kaposszekcső-Sásd-Pécs-Drávaszabolcs közti útvonal kapta meg.]